# Mel Pearce
Melville „Mel“ George Arthur Pearce (* 9. Januar 1928 in Jabalpur; † 27. April 2011 in Perth) war ein australischer Hockeyspieler.

## Sportliche Karriere
Als Indien 1947 selbstständig wurde, zogen viele englischstämmige Familien aus Indien fort. Die Familie Pearce zog nach Western Australia. Von den fünf Söhnen hatten die vier älteren das Hockeyspiel in Indien gelernt, nur Julian als Jüngster lernte das Spiel erst in Australien. Cec, Mel, Eric, Gordon und Julian spielten alle international für Australien und bis auf Cec, den ältesten, traten alle bei Olympischen Spielen an. Die vier älteren Brüder spielten im Sturm, Julian war Verteidiger.
Als 1956 die Olympischen Spiele in Melbourne ausgetragen wurden, nahm erstmals auch eine australische Mannschaft teil. Mit Mel, Eric und Gordon Pearce waren drei der Brüder im Aufgebot. Die Australier belegten in der Vorrunde den zweiten Platz hinter den Briten und erreichten dann in der Platzierungsrunde den fünften Platz in der Gesamtwertung.